# Малка (Кабардино-Балкария)
Ма́лка (кабард.-черк. Ащабей) — село в Зольском районе Кабардино-Балкарской Республики.
Образует муниципальное образование «сельское поселение Малка», как единственный населённый пункт в его составе.

## География
Селение расположено в северо-восточной части Зольского района, на правом берегу реки Малка, на пересечении нескольких транспортных веток.
Находится в 17 км к юго-востоку от районного центра Залукокоаже, в 50 км к северо-западу от города Нальчик и в 33 км от Пятигорска. Через село проходит федеральная автотрасса «Кавказ» М 29. У восточного выезда из села расположен федеральный контрольно-пропускной пункт «Малка».
Площадь территории сельского поселения составляет — 90,42 км2.
Граничит с землями населённых пунктов: Куба на северо-востоке, Куба-Таба и Нижний Куркужин на востоке, Сармаково и Камлюково на юго-западе, Приречное и Прогресс на западе (на противоположном берегу реки Малки).
Населённый пункт расположен в предгорной зоне республики. Средние высоты в пределах сельского поселения составляют 615 метров над уровнем моря. Рельеф местности представляет собой в основном наклонные предгорные равнины, с многочисленными балками и возвышенностями средневысотных хребтов и холмов, возвышающихся к югу и юго-востоку от села.
Гидрографическая сеть представлена рекой Малка и её мелкими притоками. Имеются выходы родниковых вод.
Климат влажный умеренный, со среднегодовой температурой около +9,0°С. Лета тёплое со средними температурами около +20,5°С. Зима прохладная со средними температурами около −3,0°С. Среднее количество осадков составляет около 1000 мм в год. Наибольшее количество осадков выпадает в весенний период.

## История
Первое упоминание об ауле Ашабово относится к 1744 году, где с другими кабардинскими аулами описывается в документе — «Описание Большой и Малой Кабарды», составленном геодезистом Чикаговым.
В конце XVIII века, аул Ашабово располагался в верховьях речки Кишпек.
В 1825 году, с падением Кабарды и её присоединением к Российской империи, население аула Ашабово в числе многих кабардинских аулов ушло за Кубань к другим адыгам, чтобы там продолжить войну.
С этого же времени на территорию современного села начали переселяться, остававшиеся в районе Пятигорья кабардинские аулы. Откуда они вытеснялись военной русской администрацией.
Так в 1828 году из Пятигорья на левый берег реки Малка были переселены аулы Аджиево (кабард.-черк. Хьэжы хьэблэ) и Хагундоково (кабард.-черк. Хьэгъундыкъуей).
Тогда же рядом с ними осел, смешанный кабардино-абазинский аул Трамово, под руководством абазинского узденя Харриса Трамова, который был в подданстве у князей Атажукиных.
В 1846 году население аула Ашабово вернулась в Кабарду, и осела выше аулов Аджиево и Хагундоково.
В 1862 году все аулы были переселены с левого берега реки Малка на правый.
В 1865 году в ходе Земельной реформы Кабарды и программы по укрупнению кабардинских селений, аулы Ашабово, Аджиево, Хагундоково и Трамово были объединены в один аул. Объединённый аул получил название — Ашабово (кабард.-черк. Ащабей, Ащабэ хьэблэ), по названию крупнейшего из четырёх объединённых аулов. Этот год считается официальной датой образования села.
В 1920 году, с окончательным установлением советской власти в Кабарде, решением ревкома Нальчикского округа, Ашабово как и все другие кабардинские поселения было переименовано, из-за присутствия в их названиях княжеских и дворянских фамилий. В результате село получило новое название от реки Малка, на берегу которой оно и располагалось.
В 1928 году в ходе программы по разукрупнению села Малка, переселенцами из села были основаны сёла — Батех, Камлюково и Этоко.
До 1937 года село входило в состав Нагорного района КБАССР. Затем передано в состав новообразованного Малкинского района, который через год был преобразован в Зольский.
Во время Великой Отечественной войны, в сентябре 1942 года село оккупировано немецкими войсками. Несколько недель продолжалось оборона Малкинских высот. В конце января 1943 года село освобождено от захватчиков. 
В 2005 году Законом Кабардино-Балкарской Республики от 27.02.2005 №13-РЗ «О статусе и границах муниципальных образований в Кабардино-Балкарской Республике», Малкинская сельская администрация была преобразована в муниципальное образование, со статусом сельского поселения. 

## Население
| 1979  | 2002  | 2010  | 2012  | 2013  | 2014  | 2015  |
| ----- | ----- | ----- | ----- | ----- | ----- | ----- |
| 5537  | ↗7010 | ↘6664 | ↗6703 | ↗6768 | ↗6819 | ↗6853 |
| 2016  | 2017  | 2018  | 2019  | 2020  | 2021  | 2023  |
| ↗6857 | ↗6895 | →6895 | ↗6902 | ↘6893 | ↗7143 | ↗7170 |
| 2024  | 2025  |       |       |       |       |       |
| ↗7208 | ↗7267 |       |       |       |       |       |

Плотность — 80.37 чел./км2.
За межпереписной период (с 2010 по 2021 год) население села увеличилось на 479 чел. (+ 7,19 %).
По данным Всероссийской переписи населения 2021 года:
| Народ                | Численность, чел. | Доля от всего населения, % | Доля от указавших нац-ть, % |
| -------------------- | ----------------- | -------------------------- | --------------------------- |
| кабардинцы (черкесы) | 7110              | 99,54 %                    | 99,76 %                     |
| * кабардинцы         | 6493              | 90,90 %                    | 91,10 %                     |
| * черкесы            | 617               | 8,64 %                     | 8,66 %                      |
| другие               | 17                | 0,24 %                     | 0,24 %                      |
| нет / не указано     | 16                | 0,22 %                     | -                           |
| всего                | 7143              | 100 %                      | 100 %                       |

## Местное самоуправление
Администрация сельского поселения Малка — село Малка, ул. Ленина, 200.
Структуру органов местного самоуправления сельского поселения составляют:
- Глава сельского поселения Малка — Гедмишхов Руслан Беталович (с 25 октября 2016 года).
- Местная администрация (исполнительно-распорядительный орган) — администрация сельского поселения Малка.

Аппарат местной администрации сельского поселения состоит из 10 человек.
- Представительный орган — Совет местного самоуправления сельского поселения Малка. Состоит из 13 депутатов[21].

## Образование
- Средняя школа № 1 — ул. Ленина, 173 (открыта в 1957)
- Средняя школа № 2 — ул. Ленина, 371 (открыта в 1961)
- Средняя школа № 3 — ул. Ленина, 60 (открыта в 1962)
- Начальная школа Детский сад № 1
- Начальная школа Детский сад № 2

## Здравоохранение
- Участковая больница — ул. Больничная, 2.

## Культура
- Дом Культуры
- Спортивно-оздоровительный комплекс
- Адыгэ Хасэ

## Ислам
- Центральная мечеть — ул. Ленина, 239 «а».
- Верхняя мечеть — ул. Начоева, 1 «а».
- Нижняя мечеть — ул. Хуранова, 23.
- Мечеть микрорайона «Хьэжыхьэблэ» — ул. Ленина, 325.

## Памятники
- Братская могила, где похоронены около 1200 человек — воины и местные жители павшие на поле брани.
- Памятник воинам, погибшим при защите Малкинских высот.

## Экономика
Основу экономики села составляет агропромышленный комплекс. Наиболее развитыми отраслями хозяйства являются: животноводство молочного и мясного направления, в растениеводстве наибольшее развитие получили выращивания культур — картофеля, подсолнечника, кукурузы и озимой пшеницы.
На территории сельского поселения расположены несколько предприятий районного и республиканского значений, крупнейшими из которых являются:
- СХПК «Верхнемалкинский»
- ООО «Малка»
- ООО «Балъкъ»
- ООО «Кристалл»
- ООО «Нива»

## Улицы
На территории села зарегистрировано 48 улиц:

| Аджиева    |
| Атажукина  |
| Ашабова    |
| Батырова   |
| Больничная |
| Ворокова   |
| Гагарина   |
| Гаражная   |
| Гедмишхова |
| Дугужева   |
| Жукова     |
| Журтова    |
| Камергоева |
| Карданова  |
| Кипова     |
| Кокова     |

| Крайняя       |
| Ленина        |
| Лермонтова    |
| Лесная        |
| Мишхожева     |
| Нагорная      |
| Нафадзокова   |
| Начоева       |
| Ошхунова      |
| Полевая       |
| Предгорная    |
| Пшукова       |
| Рокоссовского |
| Садовая       |
| Степная       |
| Таова         |

| Татарканова   |
| Тленкопачева  |
| Токбаева      |
| Умарова       |
| Урусмамбетова |
| Хажнагоева    |
| Хапсирокова   |
| Хуранова      |
| Ципинова      |
| Шаова         |
| Шарабашева    |
| Шкахова       |
| Шогенова      |
| Шханукова     |
| Эльбрусская   |
| Яхутлова      |

## Известные уроженцы
Родившиеся в Малке:
- Микитаев Абдулах Касбулатович — доктор химических наук, член учёного совета высокомолекулярных соединений при академии наук России.
- Коков Джамалдин Нахович — этимолог, доктор филологических наук.
- Тленкопачев Мухамед Агурбиевич — доктор химических наук, профессор Национального Мексиканского университета.
- Ципинов Аслан Амербиевич — доктор филологических наук, этнограф, специалист по адыгской (черкесской) культуре.